# Пічужкіно
Пічу́жкіно (рос. Пичужкино, марій. Печансола) — присілок у складі Гірськомарійського району Марій Ел, Росія. Входить до складу Виловатовського сільського поселення.

## Населення
Населення — 41 особа (2010; 25 у 2002).
Національний склад (станом на 2002 рік):
- гірські марійці — 92 %